# Коджаэли ББК Спор
«Коджаэли ББК Спор» (тур. Kocaeli Büyükşehir Belediyesi Kağıt Spor Kulübü Erkek Buz Hokeyi Takımı) — хоккейный клуб из города Измит. Основан в 2000 году. Выступает в Турецкой хоккейной суперлиге. Домашние матчи проводит на арене Ледовой арене Коджаэли Б.Б.. Талисманом клуба является красная панда.

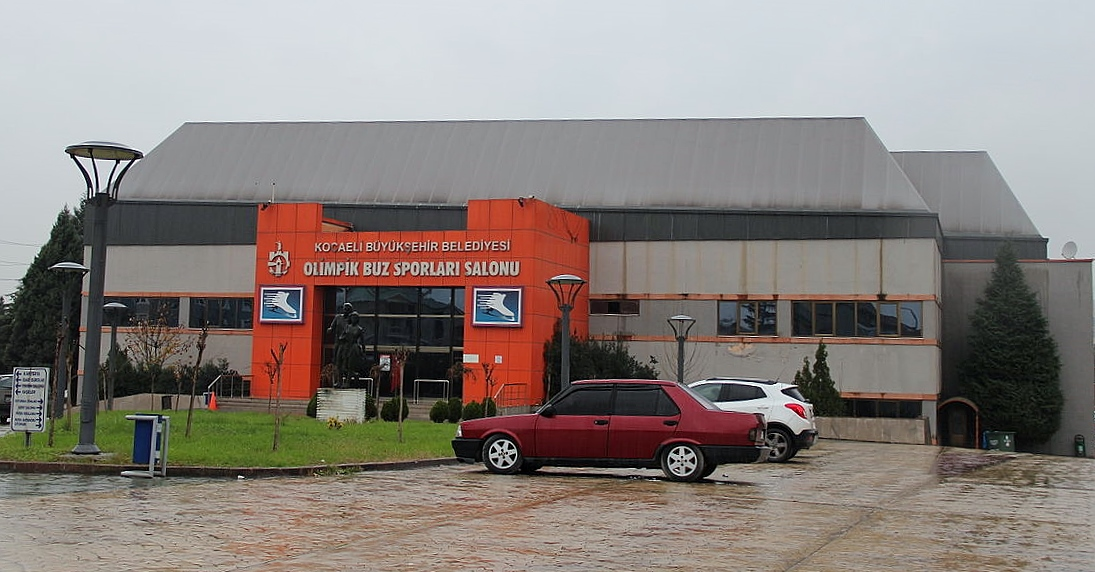
Ледовая арена Коджаэли Б.Б.

## Достижения
- Турецкая хоккейная суперлига:
  - Победители (1) : 2007
  - Серебряный призёр (7)  : 2004 , 2005 , 2006 , 2008 , 2009 , 2011 , 2012